# حسین بازار (چابهار، غرب)
حسین بازار، روستایی در دهستان پلان بخش پلان شهرستان چابهار در استان سیستان و بلوچستان ایران است.

## جمعیت
بر پایه سرشماری عمومی نفوس و مسکن در سال ۱۳۹۵، جمعیت این روستا برابر با ۵۴۵ نفر (۱۲۴ خانوار) بوده‌است.